# 엔젤섬쥐
엔젤섬쥐(Peromyscus guardia)는 비단털쥐과에 속하는 설치류의 일종이다. 멕시코의 토착종으로 역사적으로 앙헬데라과르다 섬과 바하칼리포르니아주 칼리포르니아만 북서부의 인근 섬에서만 알려져 있다. 3개의 작은 섬에서는 멸종된 것으로 간주되고 있으며, 앙헬데라과르다 섬에서도 멸종된 것으로 추정하고 있다. 야생 고양이의 포식과 도입종 설치류와의 경쟁 때문에 멸종 위협을 받고 있다.

## 특징
엔젤섬쥐는 연한 회색-갈색 털을 갖고 있으며, 하체와 발은 희고 귀는 크고 털이 없다. 두개골의 미묘한 특성이나 유전적 또는 생화학적 분석을 통해 본토의 근연종과 가장 쉽게 구분된다. 다 자라면 꼬리 길이 9~12cm를 포함하여 전체 몸길이는 19~22cm이다. 암컷은 가슴에 4개의 젖꼭지를 갖고 있다.

## 분포 및 서식지
엔젤섬쥐는 바하칼리포르니아수르주 동부 해안에 있는 930km2의 산악 지대로 이루어진 앙헬데라과르다 섬과 같은 지역의 작은 3개 섬의 토착종이다. 이들 섬에서 엔젤섬쥐는 모래 해변과 근처의 바위 지역에 제한적으로 분포하는 것으로 보이며 육지의 대부분을 차지하는 산악 지형에서는 발견되지 않는다.

## 아종
3종의 아종이 공식적으로 알려져 있으며, 이중 2종은 현재 멸종되었다.
- P. g. guardia - 앙헬데라과르다 섬
- † P. g. harbisoni - 그라니토 섬
- † P. g. mejiae - 메히아